# Persailhorn
De Persailhorn is een berg in de deelstaat Salzburg, Oostenrijk. De berg heeft een hoogte van 2347 meter.
De Persailhorn is onderdeel van het Steinernes Meer, dat weer deel uitmaakt van de Berchtesgadener Alpen.